# William M. Meredith
William Morris Meredith, född 8 juni 1799 , död 17 augusti 1873, var en amerikansk politiker (whigpartiet).
Han föddes i Philadelphia och studerade vid University of Pennsylvania. Han inledde 1817 sin karriär som advokat, men kunde på grund av sin ungdom först 1820 öppna egen advokatfirma. Han var ledamot av delstaten Pennsylvanias lagstiftande församling 1824-1828. Han var ordförande för stadsfullmäktige i Philadelphia 1834-1849 och åklagare för Pennsylvanias östra distrikt 1841.
Eftersom president Zachary Taylor (som tillträdde 1849) ville ha en whig från Pennsylvania i sin kabinett, utnämnde han Meredith till USA:s finansminister. Meredith var en stark motståndare till frihandel och de tullsänkningar som företrädaren Robert J. Walker hade fått igenom. Meredith ville skydda amerikanska arbetare som tvingades konkurrera med dåligt betald arbetskraft från Europa. Hans främsta insats som minister var finansdepartementets årliga rapport för 1849, där han argumenterar för protektionismen.
Statsskulden hade ökat på grund av mexikanska kriget (1846–1848) och annekteringen av Kalifornien. Meredith fick därmet ytterligare argument för behovet av högre tullar. USA hann dock inte höja tullarna medan Meredith var minister. När Taylor 1850 avled och ersattes av Millard Fillmore, avgick Meredith tillsammans med resten av kabinettet.

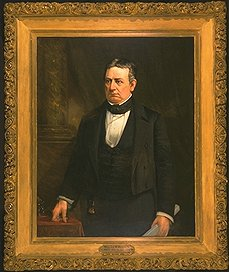
Porträtt av William M. Meredith